# Satyagraha (Oper)
Satyagraha ([sʌtˈjɑːɡrəhə]; Sanskrit सत्याग्रह, satyāgraha „beharrliches Festhalten an der Wahrheit“) ist eine 1980 uraufgeführte Oper in drei Akten von  Philip Glass. Der Titel stammt von Gandhi, der Text aus der Bhagavad Gita, einer der zentralen Schriften des Hinduismus. Das Libretto wurde vom Komponisten und der US-amerikanischen Schriftstellerin Constance DeJong erstellt. Der Untertitel des Werkes lautet: M. K. Gandhi in South Africa.
Die Oper beruht auf Leben und Wirken von Mahatma Gandhi und berichtet über die frühen Jahre des Friedenskämpfers in Südafrika. Das Werk bildet den zweiten Teil der „Portrait Trilogy“ von Philip Glass, Opern über Menschen, die den Lauf der Welt veränderten. Die anderen Teile der Trilogie sind Einstein on the Beach (1976 gemeinsam erarbeitet mit dem Regisseur Robert Wilson) und Akhnaten (1984, über den ägyptischen König Echnaton).
Das Werk gilt als exemplarisches Beispiel der Minimal Music und wird oftmals als „Friedensoper“ bezeichnet.

## Historischer Hintergrund

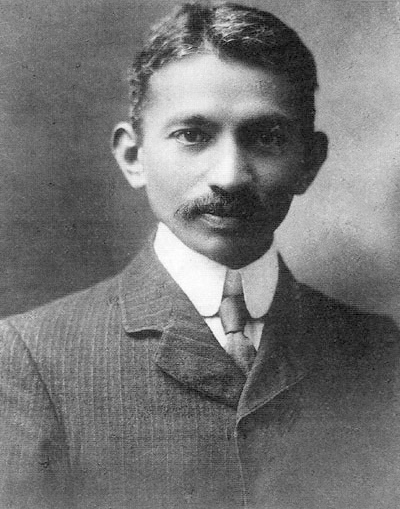
Gandhi in Südafrika, 1909

Gandhi, genannt Mahatma (महात्मा mahātmā, „große Seele“), entwickelte den Begriff Satyagraha als Globalbegriff seiner politischen Strategie der Gewaltlosigkeit (non-violence, Ahimsa) und der Bereitschaft, Schmerz und Leiden auf sich zu nehmen (soul force). Er sah Satyagraha nicht als Waffe der Schwachen, sondern der geistig Stärksten.
Bevor Gandhi die weltpolitische Bühne betrat und die indische Unabhängigkeitsbewegung leitete, verbrachte er prägende Jahre in Südafrika (1893–1914). Dort war er mit rassistisch fundierter Diskriminierung und Ungerechtigkeit konfrontiert und entwickelte das Konzept gewaltfreien Widerstandes. Da er jedoch das Konzept positiv konnotiert sehen wollte, prägte er den Begriff Satyagraha, der einmal als „die Kraft der Wahrheit“ übertragen wird, an anderer Stelle als „beharrliches Festhalten an der Wahrheit“. Diese frühen Jahre in Gandhis Leben inspirierten Glass zur Oper, die überwiegend in Südafrika spielt, an der Wende vom 19. zum 20. Jahrhundert.
Die drei Akte stehen jeweils unter einer spirituellen Leitfigur: Der erste Akt ist Leo Tolstoi gewidmet, den Gandhi als eines seiner wichtigsten Vorbilder nannte und mit dem er einen intensiven Schriftwechsel führte. Der zweite Akt ist Rabindranath Tagore (bengalisch রবীন্দ্রনাথ ঠাকুর Rabīndranāth Ṭhākur, [ɾobin̪d̪ɾonat̪ʰ ʈʰakuɾ]) gewidmet, dem bengalischen Dichter und Philosophen, der 1913 den Nobelpreis für Literatur erhielt. Es war Tagore, der Gandhi bei seiner Rückkehr nach Indien im Jahr 1915 als Mahatma begrüßte (womit Gandhi übrigens keine Freude hatte). Der dritte Akt ist Martin Luther King, Jr. gewidmet, dem Friedensnobelpreisträger von 1964, dessen Konzept des zivilen Ungehorsams auf den Ideen Gandhis beruhte.
Gandhi war in fünf Jahren insgesamt zwölfmal für den Friedensnobelpreis vorgeschlagen worden. Nach seiner Ermordung beschloss das Nobel-Komitee, da der Preis nicht posthum verliehen werden kann, 1948 keine Verleihung vorzunehmen.

## Entstehung
Philip Glass konzipierte und komponierte die Oper Ende der 1970er – als Auftragswerk der Stadt Rotterdam. Sie beginnt mit einer Szene aus der Bhagavad Gita, in der Gandhi, Krishna, Arjuna und der Chor auf einem mythischen Schlachtfeld zu Wort kommen. Die drei Aspekte des Satyagraha werden Punkt für Punkt dargestellt:
- die Verbindung von Politik und Spiritualität,
- die moralische Verantwortung des Individuums sowie
- die Praxis der Gewaltfreiheit.

Laut Philip Glass repräsentieren Tolstoi, Tagore und King „Vergangenheit, Gegenwart und Zukunft von Satyagraha“. Das Werk unterscheidet sich in zentralen Aspekten von anderen Opern, da es – so das Beiheft zur CD – „ganz und gar auf einer moralischen, ja religiösen Ebene angesiedelt ist – mehr Ritual als Unterhaltung, mehr Mysterienspiel als Oper“.
Glass, der als bedeutender Vertreter der minimalistischen Musik gilt, nutzt die hypnotische Wirkung der repetitiven Musikpassagen und kreierte ein rituelles „Erlösungsspiel“ über das Potential der Menschheit, den Lauf der Dinge durch eigene Aktionen zu ändern – unabhängig von Zeit und Raum. Satyagraha wird auch Jahrzehnte nach der gefeierten Weltpremiere in Rotterdam als dringender Appell an Pazifismus und Zivilcourage angesehen.
Im Jahr 2002 verwendete Glass das Thema aus Protest, zweiter Akt, Szene 3, für den Titel I’m going to make a cake, der im Spielfilm The Hours – Von Ewigkeit zu Ewigkeit von Stephen Daldry zum Einsatz kam.

## Handlung

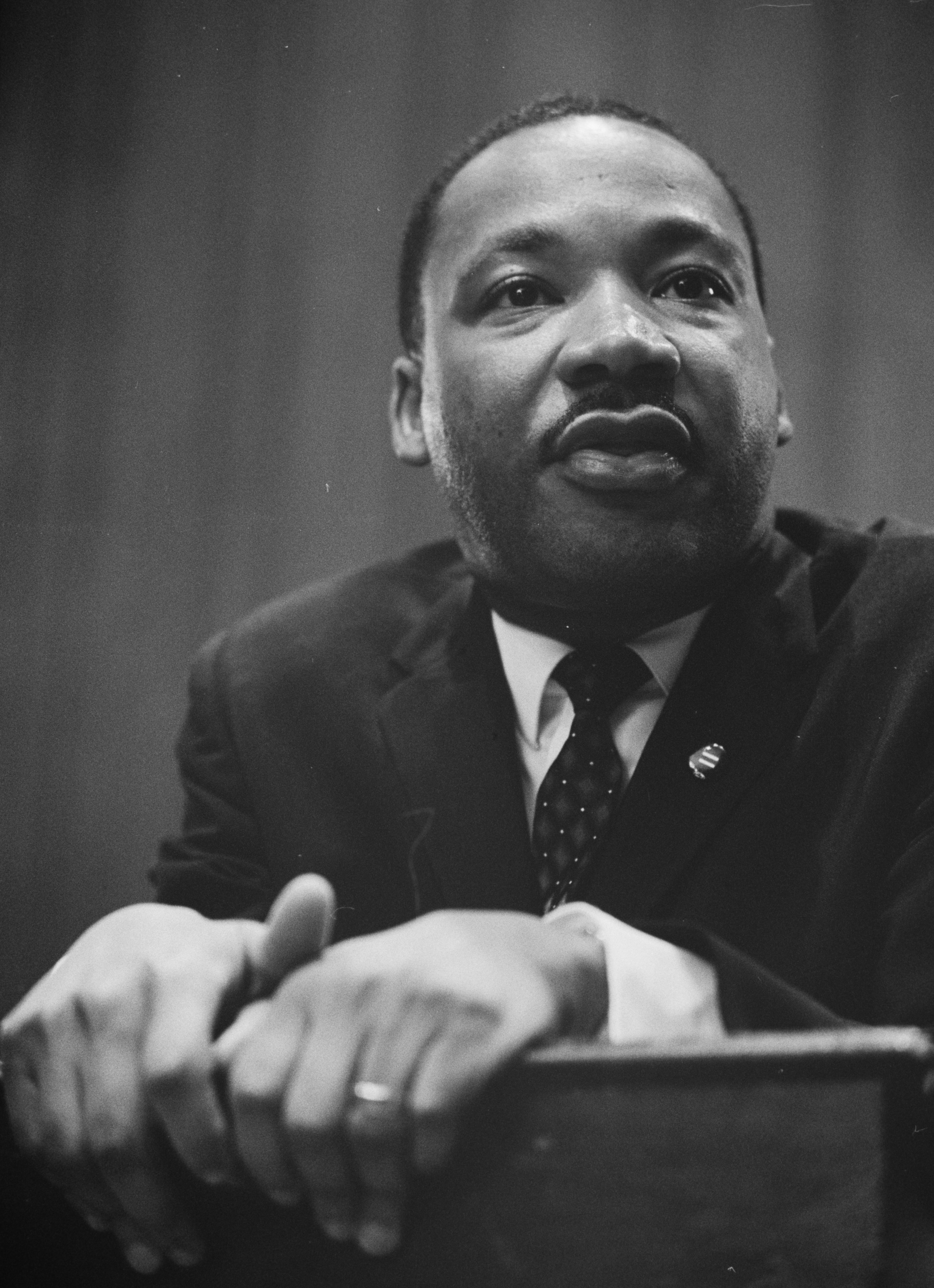
King

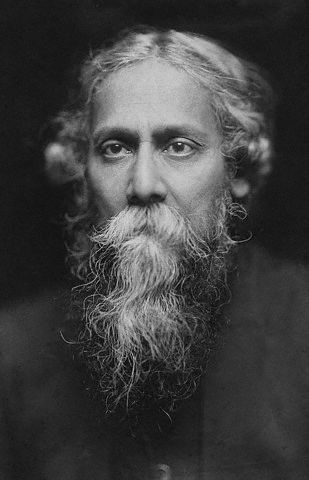
Tagore

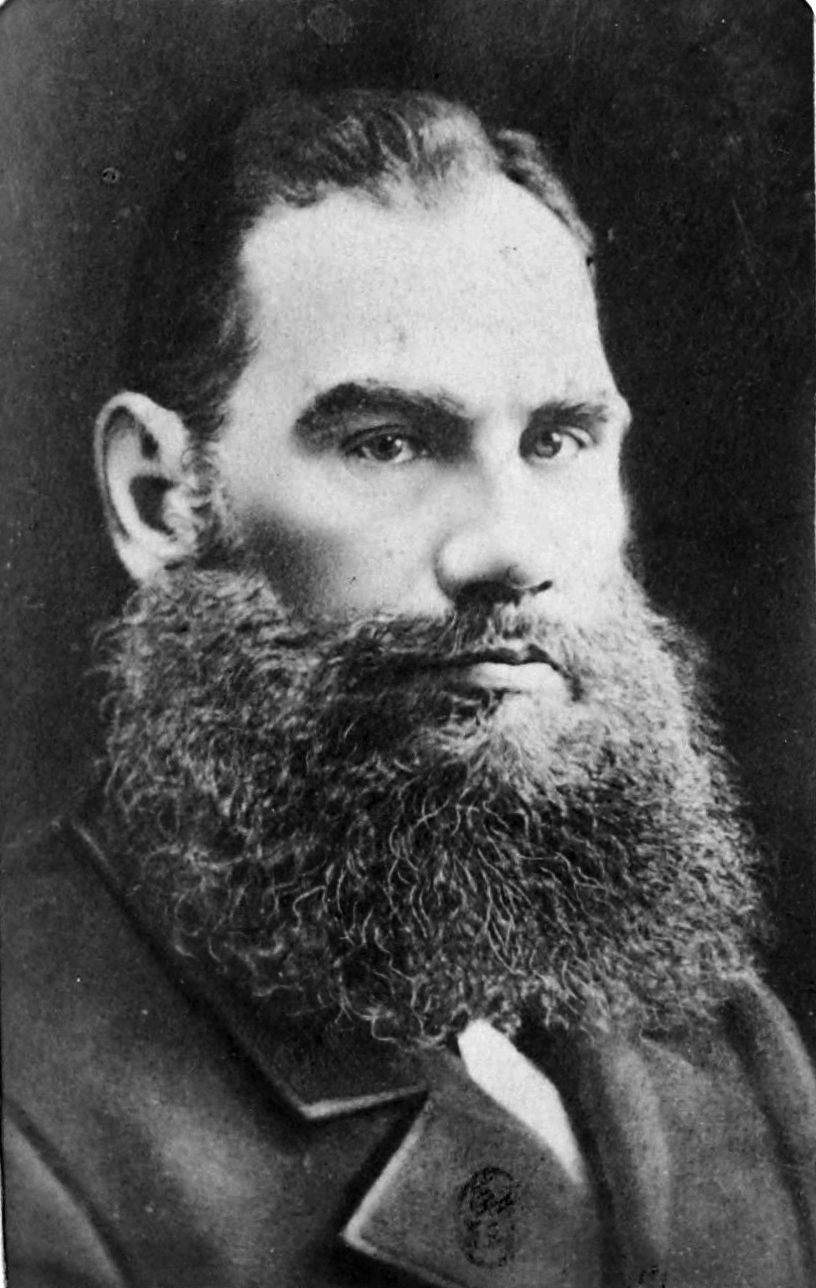
Tolstoi

Die Oper besteht aus drei Akten, die jeweils einer bedeutenden Persönlichkeit aus Kultur und Friedenspolitik gewidmet sind. Auf einer Pyramide im Hintergrund sitzen
im 1. Akt Leo Tolstoi, im 2. Akt Rabindranath Tagore und im 3. Akt Martin Luther King.

### Erster Akt: Tolstoi
1. Bild: Kuru, das Feld der Gerechtigkeit (mythisches Schlachtfeld). „Im Suchen nach Identität findet der junge Gandhi die Kraft, den Kampf gegen Unrecht aufzunehmen.“ Kuru, zugleich mythisches Schlachtfeld und ein Feld in Südafrika. Zwei Armeen stehen kurz davor, in die Schlacht zu ziehen. Ähnlich wie der mythische Held Arjuna fragt sich Mohandas Gandhi, ob er das Recht hat zu kämpfen. Gott Krishna sagt ihm, dass der Mensch als erstes den Grund für seine Handlungen bestimmen muss. Wenn dieser rein ist, dann ist es gut zu kämpfen – denn auf diese Weise wird es weder Sieg noch Niederlage geben, noch Freunde oder Feinde, sondern nur die Wahrheit.
2. Bild: Tolstoi Farm (freies Feld in Südafrika, 1910). „Mit ähnlich Gesinnten und Betroffenen entwickelt und praktiziert er Satyagraha, das ist: aktiver gewaltloser Widerstand.“ Nach dem Vorbild des russischen Schriftstellers hat Gandhi in Südafrika eine pazifistische Gemeinschaft gegründet, in der Satyagraha praktiziert wird, Leben mit hehren Zielen.
3. Bild: Der Schwur (unter freiem Himmel, 1906). „Freunde um Gandhi verpflichten sich der Gewaltlosigkeit im Denken und gemeinsamen Handeln für den notwendigen Widerstand.“ Die südafrikanische Regierung hat ihre Politik der Rassendiskriminierung mit dem Black Act verschärft. Die Hindus verpflichten sich zum gemeinsamen Widerstand nach dem Geist von Satyagraha.

### Zweiter Akt: Tagore
1. Bild: Konfrontation und Errettung (europäische Siedlung in Südafrika, 1896). „Die Öffentlichkeit sieht ihre Privilegien durch Satyagraha bedroht und reagiert darauf mit zunehmender Gewalt.“ Die Europäer fürchten um ihre Privilegien und ihre Kontrolle. Gandhi wird gesteinigt. Eine Feuerprobe für friedlichen Widerstand nach dem Geist von Satyagraha. Ein Europäer rettet Gandhi vor dem Tod.
2. Bild: Indian Opinion (gemeinschaftliches Wohngebiet mit einer Druckerpresse, 1906). „Die Gemeinschaft formuliert und verbreitet ihre Ideen.“ Gandhi nutzt die Zeitung Indian Opinion, um seine Ideen zu verbreiten.
3. Bild: Protest (leeres Feld im Freien, 1908). „Im Bekenntnis zu Selbstbestimmung protestieren die Satyagrahis gegen Reglementierung und aufgezwungene Identität.“ Gandhi und seine Anhänger schwören, ihren Kampf fortzusetzen, ohne in die Falle des Hasses zu geraten. Sie verbrennen ihre Aufenthaltsbescheinigungen, um sich mit Expatriierten und Inhaftierten gleichzustellen.

### Dritter Akt: King
1. Bild: Der Marsch von Newcastle (mythisches Schlachtfeld, zugleich Prärie in Südafrika 1913). „Wahrheit ist kein ewiger Besitz. Sie muß immer neu erkämpft werden.“ Gandhis Ideen verbreiten sich. Der Marsch von Newcastle wird ein Erfolg. Sowohl Regierung als auch Polizei sind machtlos. Sie sind nicht in der Lage, Widerstand zu leisten und geschweige denn, einen Angriff zu unternehmen. Sie können nicht alle Demonstranten einsperren, da es sich um Tausende handelt. Gandhi spricht seinen Satz: Satyagraha erreichen heißt Tag für Tag arbeiten. Doch kann der Mensch sicher sein, dass die Erleuchteten Hilfe gewähren.

## Instrumentierung, Sänger
Glass verzichtet auf Blechblasinstrumente und Schlagzeug. Die Partitur verlangt nach Streichinstrumenten, Holzblasinstrumenten, einem großen gemischten Chor und neun Gesangssolisten, wobei alle klassischen Stimmlagen berücksichtigt sind, Sopran und Mezzosopran/Alt, Tenor, Bariton und Bass.
- Drei Flöten (3. auch Piccolo)
- Drei Oboen (3. auch Englischhorn)
- Drei Klarinetten
- Bassklarinette
- Zwei Fagotte
- Elektronische Orgel
- Streicher

## Besetzungen
| Rolle                           | Uraufführung Rotterdam, 5. September 1980                            | Deutsche Erstaufführung Stuttgart, 3. Oktober 1981             | Österr. Erstaufführung St. Pölten, 14. Oktober 2001  | Schweizer Erstaufführung Basel, 28. April 2017                             |
| ------------------------------- | -------------------------------------------------------------------- | -------------------------------------------------------------- | ---------------------------------------------------- | -------------------------------------------------------------------------- |
| M. K. Gandhi                    | Douglas Perry                                                        | 1: Leo Goeke 2: Ralf Harster 3: Helmut Danninger               | Tony Boutté                                          | Rolf Romei                                                                 |
| Miss Schlesen, seine Sekretärin | Claudia Cummings                                                     | Inga Nielsen                                                   | Christine Whittlesey                                 | Cathrin Lange                                                              |
| Mrs. Naidoo                     | Iris Hiskey                                                          | Raili Viljakainen                                              | Donna Ellen                                          | Anna Rajah                                                                 |
| Kasturbai, Gandhis Frau         | Beverly Morgan                                                       | Elke Estlinbaum                                                | Bea Robein                                           | Maren Favela                                                               |
| Mr. Kallenbach                  | Bruce Hall                                                           | 1: Wolfgang Probst 2: Kimmo Lappalainen                        | Andreas Jankowitsch                                  | Andrew Murphy                                                              |
| Parsi Rustomji                  | Tom Haenen                                                           | Daniel Bonilla                                                 | Robert Holzer                                        | Nicholas Crawley                                                           |
| Mrs. Alexander                  | Rhonda Liss                                                          | Helga Merkl-Freivogel                                          | Bea Robein                                           | Sofia Pavone                                                               |
| Lord Krishna                    | Richard T. Gill                                                      | Karl-Friedrich Dürr                                            | Robert Holzer                                        | Nicholas Crawley                                                           |
| Prinz Arjuna                    | René Claassen                                                        | Helmut Holzapfel                                               | Andreas Jankowitsch                                  | Karl-Heinz Brandt                                                          |
| Chor                            | Rotterdams Conservatorium                                            | Staatstheater Stuttgart                                        | Concentus Vocalis                                    | Theater Basel                                                              |
| Orchester                       | Utrechts Stedelijk Orkest                                            | Staatsorchester Stuttgart                                      | Tonkünstler-Orchester NÖ.                            | Theater Basel                                                              |
| Dirigent                        | Bruce Ferden                                                         | Dennis Russell Davies                                          | Peter Keuschnig                                      | Jonathan Stockhammer                                                       |
| Inszenierung                    | David Pountney                                                       | Achim Freyer                                                   | Michael Schilhan                                     | Sidi Larbi Cherkaoui                                                       |
| Bühnenbild                      | Robert Israel                                                        | Achim Freyer                                                   | Hermann Nitsch                                       | Henrik Ahr                                                                 |
| Kostüme                         | Robert Israel                                                        | Achim Freyer                                                   | Hermann Nitsch                                       | Jan-Jan Van Essche                                                         |
|                                 | Produktion der Nederlandse Opera, 1987 an der Lyric Opera of Chicago | Auch in Wuppertal. 1983 Video-Aufzeichnung 1990 Wiederaufnahme | Koproduktion mit dem Talar-Vahdat-Theater in Teheran | Koproduktion mit der Komischen Oper Berlin und der Vlaamse Opera Antwerpen |

## Aufführungsgeschichte
Die Uraufführung von Satyagraha fand am 5. September 1980 in der Rotterdamse Schouwburg statt, in einer Produktion der Nederlandse Opera, dirigiert von Bruce Ferden. Diese Produktion wurde später sich an der Lyric Opera of Chicago gezeigt. Die US-Erstaufführung erfolgte am 29. Juli 1981 im Artpark von Lewiston im Nordwesten des Bundesstaates  (New York).
Die deutsche Erstaufführung folgte am 3. Oktober 1981 in der Einrichtung, Inszenierung und Ausstattung von Achim Freyer am Staatstheater Stuttgart, unter der musikalischen Leitung von Dennis Russell Davies. Es besteht ein Videomitschnitt aus dem Jahr 1983, der als CD veröffentlicht wurde. Diese Produktion wurde später von den Wuppertaler Bühnen übernommen. Die Stuttgarter Oper zeigte die Oper im Jahr 1990 erneut, gemeinsam mit den beiden anderen Teilen der Portrait Trilogy. Die britische Erstaufführung im Jahr 1997 war eine Ko-Produktion der Bath Spa University und des Frome Community College im Theater der Kingswood School von Bath.
Die österreichische Erstaufführung fand am 14. Oktober 2001 im Festspielhaus St. Pölten statt. Es dirigierte Peter Keuschnig, die Ausstattung stammte von Hermann Nitsch. 2004 inszenierte Silviu Purcărete die Oper am Theater Bonn, mit einer Wiederaufnahme im Jahr 2013, dirigiert von Ulrich Windfuhr.
Am 5. April 2007 präsentierten die English National Opera und das Improbable theatre das Werk in Londons Coliseum. Es inszenierten Phelim McDermott und Julian Crouch, es dirigierte Johannes Debus. Diese Produktion wurde am 11. April 2008 an der Metropolitan Opera in New York vorgestellt, nunmehr mit Dante Anzolini am Pult, danach erneut im Februar 2010 in London und im November 2011 wieder in New York. Eine Aufführung dieser letzten Serie wurde auch live in HD in die ganze Welt übertragen. Im September 2014 gab es eine Neuproduktion in Jekaterinburg, inszeniert von Thaddeus Strassberger, dirigiert von Oliver von Dohnányi. Im September 2016 präsentierte die Folkoperan von Stockholm gemeinsam mit dem Cirkus Cirkör eine Neuproduktion, im April 2017 hatte in Basel eine Inszenierung von Sidi Larbi Cherkaoui Premiere, als Schweizer Erstaufführung. Es handelte sich um eine Ko-Produktion des Theater Basel, der Komischen Oper Berlin und der Vlaamse Opera in Antwerpen. Eine weitere Produktion des Werks hatte am 6. September 2024 an der Staatsoper Hannover mit Shaham Sharma in der Titelpartie Premiere; Regie führte der amerikanische Regisseur Daniel Kramer, die musikalische Leitung hatte Masaru Kumakura.

## Rezeption
„Wenn eine Oper von 1980 für fünf nahezu ausverkaufte Vorstellungen sorgt und beim Schlussapplaus zu Standing Ovations führt, dann scheint sie irgendetwas in den Menschen zu bewegen.“ So kommentierte Anna Vogt die Berliner Erstaufführung der Oper an der Komischen Oper Berlin im Herbst 2017. Sie repliziert auf das gängige Vorurteil, dass seit Richard Strauss keine Opern mehr geschrieben worden wären, die tauglich wären für das Repertoire. Zumal Kritiker das Stilmerkmal der Minimal Music, die Repetition, oftmals „mit Monotonie (und daraus möglicherweise resultierender Langeweile)“ gleichsetzen.
Die Oper bedient mit mehreren Facetten die Bedürfnisse der urbanen Intelligenzija des ausgehenden 20. Jahrhunderts: Sie beinhaltet Aufbegehren und Widerstand, sie befasst sich mit der wenig rezipierten Prägungszeit Gandhis, die Titelfigur und die Widmungsträger der drei Akte sind Kultfiguren der Friedensbewegung, die Texte sind in einer nicht verständlichen Sprache, das Setting ist multikulturell, das Werk ist formal innovativ und einigermaßen spröde, es ermöglicht großen Interpretationsspielraum und eröffnet heftige Formen des Diskurses und der Debatten. Das Werk verfügt über erheblich polarisierendes Potential. Einerseits wird Satyagraha mehrfach als Friedensoper bezeichnet und „vor allem von Anhängern der Friedensbewegung, Atomkraftgegnern und religiös motivierten ‚Aussteigern‘ als eine Alternativoper rezipiert und frenetisch gefeiert“, andererseits aber „von vielen und ebenfalls politisch engagierten Zuschauern als zu glatt und vor allem in musikalischer Hinsicht primitiv und schönfärberisch“ kritisiert.

## Aufnahmen
- Uraufführung, 1980
- Staatstheater Stuttgart, 1983
- New York City Opera, 1984 (Sony)

## Libretto
- Constance DeJong; Philip Glass: Satyagraha : M. K. Gandhi in South Africa, 1893 - 1914 ; the historical material and libretto comprising the opera's book. New York : Tanam Pr., 1983, ISBN 0-934378-43-6 [Umfang 80 Seiten]